# Aglais fasciata
Aglais fasciata är en fjärilsart som beskrevs av Reuss 1909. Aglais fasciata ingår i släktet Aglais och familjen praktfjärilar. Inga underarter finns listade i Catalogue of Life.